# MPFR
GNU MPFR ist eine portable C-Bibliothek zum Rechnen mit Gleitkommazahlen beliebiger Genauigkeit und korrektem Runden, basierend auf der GNU Multiple Precision Arithmetic Library. Zudem erlaubt sie (z. B. im Compiler GCC) das Auswerten von mathematischen Ausdrücken (wie {\displaystyle \sin(1.8)}) zur Compilezeit.